# Molnija (lanciatore)
I lanciatori Molnija (in russo Молния? , "fulmine", traslitterato anche Molniya) erano dei vettori spaziali sviluppati e costruiti in Unione Sovietica a partire dagli anni sessanta. Si trattava di una variante per utilizzo spaziale a tre o quattro stadi dell'ICBM R-7, meglio conosciuto in Occidente con il nome in codice NATO di SS-6 Sapwood. Ne furono realizzate due versioni principali, Molnija e Molnija-M.

## Sviluppo
I lavori su una versione a quattro stadi per utilizzo spaziale dell'ICBM SS-6 iniziarono nel 1960. Il 15 gennaio di quell'anno, infatti, Sergej Pavlovič Korolëv ricevette l'ordine di portare avanti gli studi su un vettore di questo tipo. Il progetto preliminare fu completato il 10 maggio dello stesso anno.
La base di partenza fu il missile R-7. In dettaglio, i primi due stadi erano i medesimi del già citato ICBM, anche se erano stati strutturalmente rinforzati per metterli in grado di reggere il peso degli stadi successivi.
Il terzo stadio, per motivi aerodinamici, doveva avere un diametro che fosse il più possibile vicino a quello del terzo stadio dei Vostok. Pertanto, fu possibile incrementare il diametro originario di soli otto centimetri (da 2,58 metri a 2,66). Completamente nuovi erano i motori, che erano quelli sviluppati per il missile R-9 (nome in codice NATO: SS-8 Sasin).
Il quarto stadio fu quello che presentò i problemi maggiori. Infatti, visto che doveva essere in grado di mantenersi in orbita in assenza di peso, fu necessario equipaggiarlo con una sezione motore e con un sistema di orientamento e stabilizzazione. La base di partenza fu il terzo stadio dei Vostok, che venne modificato con l'aggiunta di due serbatoi toroidali da 600 mm. Il motore era un singolo S1-5400 alimentato con LOX/kerosene.
Lo scopo iniziale era quello di mettere in grado l'Unione Sovietica di lanciare missioni senza equipaggio su Marte. Tuttavia, tali vettori vennero successivamente utilizzati per gli scopi più vari.
Nonostante il progetto originario fosse per un vettore a quattro stadi, in seguito si sarebbe utilizzata la soluzione dei lanciatori Sojuz, a tre stadi.
La prima versione, Molnija, fu sostituita dalla seconda metà degli anni sessanta dalla più perfezionata Molnija-M.

## Versioni
Le versioni principali furono sostanzialmente due. La prima, Molnija, fu utilizzata dal 1960 al 1965, la seconda Molnija-M dal 1964 ai nostri giorni. L'ultimo lancio è avvenuto nel 2007.

### Molnija
Si tratta della prima versione, che fu costruita sia secondo il progetto originario a quattro stadi, sia secondo la “variante Sojuz” a tre.
- Molnija 8K74. Versione-base a quattro stadi. Era stato progettato per portare in orbita sonde del tipo Luna, Mars, Venera e Molnija. Dal punto di vista tecnico, si trattava di un razzo lungo 40 metri e pesante 305 tonnellate al lancio. Il payload era di 900 kg. Il primo lancio fu effettuato il 10 ottobre 1960, l'ultimo il 3 dicembre 1965, per un totale di 20 di cui 11 falliti (percentuale di successo: 45%). Il costo di un singolo lancio era di 39 milioni di dollari (1985).
- Molnija 8K78/E6. Versione modificata per il lancio di sonde lunari E-6. Si trattava di un missile a tre stadi lungo 44,4 metri e pesante 306 tonnellate al lancio. Il primo dei quattro lanci fu effettuato il 4 gennaio 1963, ultimo il 12 marzo 1965. Tre di questi fallirono (percentuale di successo: 25%).
- Molnija 8K78L. Versione il cui sviluppo fu portato avanti per permettere lo svolgimento di missioni umane di andata e ritorno dalla Luna. Il progetto preliminare fu completato l'8 luglio 1962, ma non fu mai realizzato perché ritenuto eccessivo rispetto alle possibilità sovietiche dell'epoca. Il payload previsto era di 5000 kg.

### Molnija-M
La variante Molnija-M è la più utilizzata. La versione base 8K78M è stata modificata in tre varianti, che si differenziano in base al carico trasportato.
- Molnija 8K78M. Si tratta della prima versione M. I dati tecnici sono quelli inseriti in tabella. Il primo lancio fu effettuato il 19 febbraio 1964, ed il suo utilizzo prosegue ancora oggi. Dei 294 voli effettuati, solo 20 sono falliti (percentuale di successo: 93,2%). Il costo di ogni lancio è di 25 milioni di dollari (1994).
- Molnija 8K78M 2BL. Si tratta della variante migliorata con lo stadio superiore Block-2BL, progettata per il trasporto e la messa in orbita di satelliti da allerta Oko. Si tratta di un razzo a tre stadi, lungo 43,4 metri e con un palyload di 2000 kg. L'apogeo è di 38000 km.
- Molnija 8K78M ML. Si tratta della variante migliorata con lo stadio superiore Block-2ML, progettata per il trasporto e la messa in orbita di satelliti per comunicazioni con apogeo di 38500 km (anche se l'apogeo del missile è di 40000). Il payload massimo è di 2000 kg.
- Molnija 8K78M SOL. Si tratta della variante migliorata con lo stadio superiore Block SO-L, in grado di mettere in orbita satelliti del tipo Prognoz, con un'orbita di apogeo 200000 km. Il payload del razzo è di 2000 kg, e l'apogeo massimo è di 400000 km.